# 전라남도유아교육진흥원
전라남도유아교육진흥원(全羅南道幼兒敎育進興院)은 유아교육에 대한 종합적이고 체계적인 지원체제를 구축하고 유아교육 현장을 지원하기 위하여 전라남도교육청 산하에 설치된 소속기관이다.